# فیل لاینت
فیل لینت (انگلیسی: Phil Lynott؛ ۲۰ اوت ۱۹۴۹ – ۴ ژانویهٔ ۱۹۸۶) یک موسیقی‌دان اهل ایرلند بود.